# Bo Stridh
Bo Eskil Stridh, född 15 december 1950, är en svensk tidigare handbollsspelare.

## Klubblagskarriär
Bo Stridh spelade för Redbergslids IK då han debuterade i landslaget 1970. Han finns inte med i spelarlistorna före 1970 inget är känt om hans tidiga klubbkarriär. Han spelade för klubben till 1975. Redbergslid spelade då i division 2 och Bo Stridh valde att spela för IK Heim. Han avslutade sin karriär i Alingsås HK. Möjligen spelade han några år tidigt i karriären som senior i KFUM Borås, innan han återvände till Redbergslid men det finns ingen källa för detta.

## Landslagskarriär
Bo Strid började sin landslagskarriär i svenska juniorlandslaget 1968 i nordiska mästerskapet som spelades i norska Tønsberg. Året efter spelade han också nordiska mästerskapet med juniorlandslaget. Sedan spelade han sin sista U-21 landskamp den 31 januari 1973.
Bo Stridh debuterade i A-landslaget den 1 december 1970 i Magdeburg mot Östtyskland då Sverige förlorade 17-21. Stridh blev mållös i matchen.  Landslagskarriären omfattade 28 landskamper med 50 gjorda mål 1970 till 1975. Stridh fick inte representera Sverige i OS 1972 däremot var han var med i VM 1974 i Östtyskland. Han tog inga internationella meriter under sin landslagskarriär. Sista landskampen blev den 1 december 1975 mot Norge. Han är stor grabb.

## Individuella utmärkelser
1977 tilldelades Stridh AT-plaketten som Alingsås bästa idrottsutövare.